# 大陆政策 (大日本帝国)
大陆政策是从明治维新到第二次世界大战期间日本帝国推行的對外扩张政策，意图先吞并朝鲜、中国等周边国家。

## 思想源流
日本的“大陆政策”思想承接自日本古代的扩张传统，同时也深受19世纪西方列强侵略扩张政策的影响。

### 古代的扩张传统
日本神话中记录了神武天皇“八纮一宇”的構想，以及神功皇后“征伐三韩”的传说。16世纪末，丰臣秀吉初步统一日本后，试图以朝鲜作为征服中国的跳板，两次大规模侵朝，达到了日本封建时代对外扩张的顶点。虽然这两次侵略战争都以失败告终，但丰臣秀吉“必图朝鲜、窥视中华”的扩张路线对后世的日本产生了久远的影响。17世纪的日本著名学者山鹿素行与18世纪“集国学之大成”的本居宣长对日本历史和传说中的这些侵略行为大加赞赏，他们倡导建立起以日本为中心的国际秩序观，对近代日本军国主义侵略扩张思想的形成产生了重要影响。

### 幕末

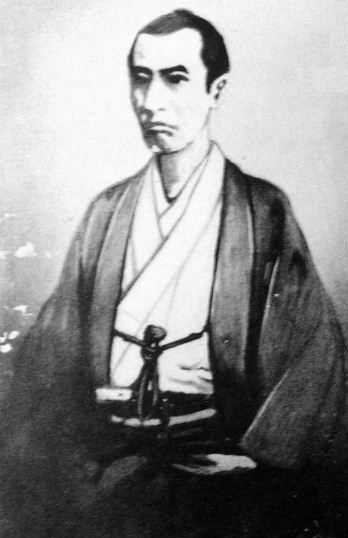
吉田松阴當時主張侵略大陸，以补偿日本在贸易上的损失。

德川幕府末期，许多日本经世学家提出了日本向外侵略扩张的理论，认为日本应跳出岛国的局限，“雄飞海外”。林子平在《海国兵谈》中提出“海防论”，主张以邻近地区为侵略目标。本多利明在在1798年出版的《经世秘策》和《西域物语》等著作中认为，日本应以征服世界为终极目标，为此他提出向勘察加半岛、满洲、库页岛等地扩张，并实行欧洲的“开拓制度”（即殖民制度）。佐藤信渊在《宇内混同秘策》中极其细致地阐述了征服中国的具体方案，他的先侵略满洲再征服中国、西侵东亚大陆与南侵东南亚并进的扩张路线，深深影响了后来的日本陆军和日本海军。佐藤的理论比较成系统且具体，他提出的以朝鲜和中国为主要侵略目标甚至侵占印度的主张，在当时虽然是不切实际的幻想，但在明治时期，佐藤的思想受到日本政府的实际主持者大久保利通等人的看重，他的扩张主义思想随其著作的出版在日本广为传播，奠定了日本“大陆政策”的思想基础。
當時的幾大殖民帝國虎視亞洲，其中就有和日本相鄰的沙俄，日本意识到自己也會有被侵略的可能，因此建立一系列隱固的防御性外交關係刻不容緩。长州藩士吉田松阴认为當時的日本没有与幾大殖民帝国对抗的实力，主张先屈从于列强，通过侵略邻国补偿日本在贸易上的损失：“在贸易上失之于俄美者，应由朝鲜、满洲之土以偿。”。越前藩士在1857年就提倡《日俄同盟论》，以俄国为兄弟唇齿，掠夺邻国乃当务之急。。

## 政策成型
在1868年4月6日明治维新拉开帷幕时，明治天皇在《五條御誓文》和《御笔信》中明确提出，日本对外方针是“开拓万里波涛，布国威于四方。”
陆军参谋本部和海军军令部与内阁中的陆海两大臣等军方势力合称为“军部”，地位特殊，政治势力不断增强，与内阁相对抗。19世纪中叶，日本经过明治维新，建立近代天皇制国家。明治政府大力现代化，兴办工业企业，1880年代中期开始工业革命。在各种因素之下，日本对外扩张，确立“大陆政策”。1887年2月，时任日本陆军参谋本部第一局局长小川又次编写《清国征讨方略》，对侵略中国做出了详细的规划。

## 政策实施

### 朝鲜政策
先吞并朝鲜，中国等周边大陆国家，最终称霸东亚乃至全世界。1894年，日本在吞併琉球后，進而發動甲午戰爭進攻中國的東北與山東，中國北洋水師全軍覆沒。日本在朝鲜东学党起义时，以保护侨民为由，趁机出兵建立傀儡政府，其后签订《日韩合并条约》，正式并吞朝鲜。

### 满蒙政策与九一八事变
1900年，日本為八國聯軍主力之一，佔領天津、北京，並利用《辛丑条约》在京、津一帶駐屯重兵。1904年到1905年，日俄战争爆發，日本於对马海峡海战中重創俄國波羅的海艦隊，戰勝俄國。1905年，日本強迫中國簽訂《中日會議東三省事宜條約》，中國被迫增開16處商埠，并在營口等地劃分日租界等。1907年，日、俄簽訂《日俄協定》、《日俄密約》承認彼此利益，并將中國東北北部和內蒙古劃為日本勢力範圍。日本依靠南满铁路而向满蒙地区殖民。1931年，日本发动九一八事变，侵略中国东北。

### 引用
1. 1 2 3  赵阶琦(2005)
2. 1 2 3 4  禹露(2010)
3. ↑  薛子奇(2004)
4. ↑  翟文奇(2006)
5. 1 2  沈予(2005),第36页. 引用//吉田松阴《狱是帖》：“我与俄、美媾和，既成定局，断不可由我方决然背约，失信于夷狄。但必须严章程，厚信义，在此期间善蓄国力，征服易取之朝鲜、满洲、中国。在贸易上失之于俄美者，應由朝鲜、满洲之土地以为偿。”
6. 1 2  井上清. 日本军国主义Ⅱ. 东京大学出版会. 1953年. 第10-11页
7. ↑  井上清(1984),第10页
8. ↑  井上清(1984),第9页.引用//《桥本景岳全集》资料二五二.
9. 1 2  徐勇、周颂伦、米庆余：〈近代中日关系的开端〉，《中日共同历史报告书》，2010年1月

### 文献列表
- 沈予. . 社会科学文献出版社. 2005. ISBN 7801906292.
- 井上清. . 宿久高,林少华,刘小冷,孙连璧译. 人民出版社. 1984.
- 大山梓 (编). . 原书房. 1966.
- . 東亜研究所. 1940  [2014-05-08]. （原始内容存档于2016-03-04）.
- Katsuji Inahara. . Foreign Affairs Association of Japan. 1938.
- 禹露. . 绵阳师范学院学报. 2010, 12.
- 翟文奇. . 齐齐哈尔大学学报(哲学社会科学版). 2006, 11.
- 赵阶琦. . 日本学刊. 2005, 04.
- 周颂伦. . 江海学刊. 2004, 01.
- 薛子奇, 周彦. . 北方论丛. 2004, 01  [2011-10-23]. （原始内容存档于2019-06-10）.